# سد سنگی نقاشی شده
سد سنگ نقاشی شده یک سد خاکی است که در غرب گیلا بند، آریزونا واقع شده‌است. در درجه اول برای اهداف کنترل سیل استفاده می‌شود.
آب محصور شده توسط سد باعث آبگرفتگی حدود ۱۰۰۰۰ هکتار از منطقه حفاظت شده گیلا بند توهونو اودهام شد. ساکنان به یک قطعه ۴۰ هکتاری به نام دهکده سان لوسی، آریزونا منتقل شدند. در سال ۱۹۸۶، دولت فدرال و مالکین توافق کردند که مالکین از ادعاهای قانونی خود در ازای ۳۰٬۰۰۰٬۰۰۰ دلار و حق اضافه کردن ۱۰٬۰۰۰ هکتار زمین تازه خریداری شده به رزرو خود صرف نظر کنند.